# Strutberg
Der Strutberg bei Sohlingen im südniedersächsischen Landkreis Northeim ist ein 444,1 m ü. NHN hoher Berg im Süden des deutschen Mittelgebirges Solling. Auf seinem Gipfel steht der Sollingturm.

## Geographie

### Lage
Der Strutberg befindet sich im Südteil des Naturparks Solling-Vogler rund 4,2 km nordwestlich der Kernstadt von Uslar. Von dessen Stadtteil Sohlingen, der südlich des Berges liegt, ist sein Gipfel unter anderem über einen Steilaufstieg zu erreichen. Südöstlich des Berges liegt Eschershausen mit dessen Ortslage Meinte, südwestlich befindet sich Kammerborn und westlich Schönhagen. Auf dem stark bewaldeten Berg liegen Teile des Landschaftsschutzgebiets Solling (CDDA-Nr. 324596; 1999 ausgewiesen; 330,149 km² groß).

### Naturräumliche Zuordnung
Der Strutberg gehört in der naturräumlichen Haupteinheitengruppe Weser-Leine-Bergland (Nr. 37) und in der Haupteinheit Solling, Bramwald und Reinhardswald (370) zur Untereinheit Kuppiger Solling (370.1).

## Sollingturm

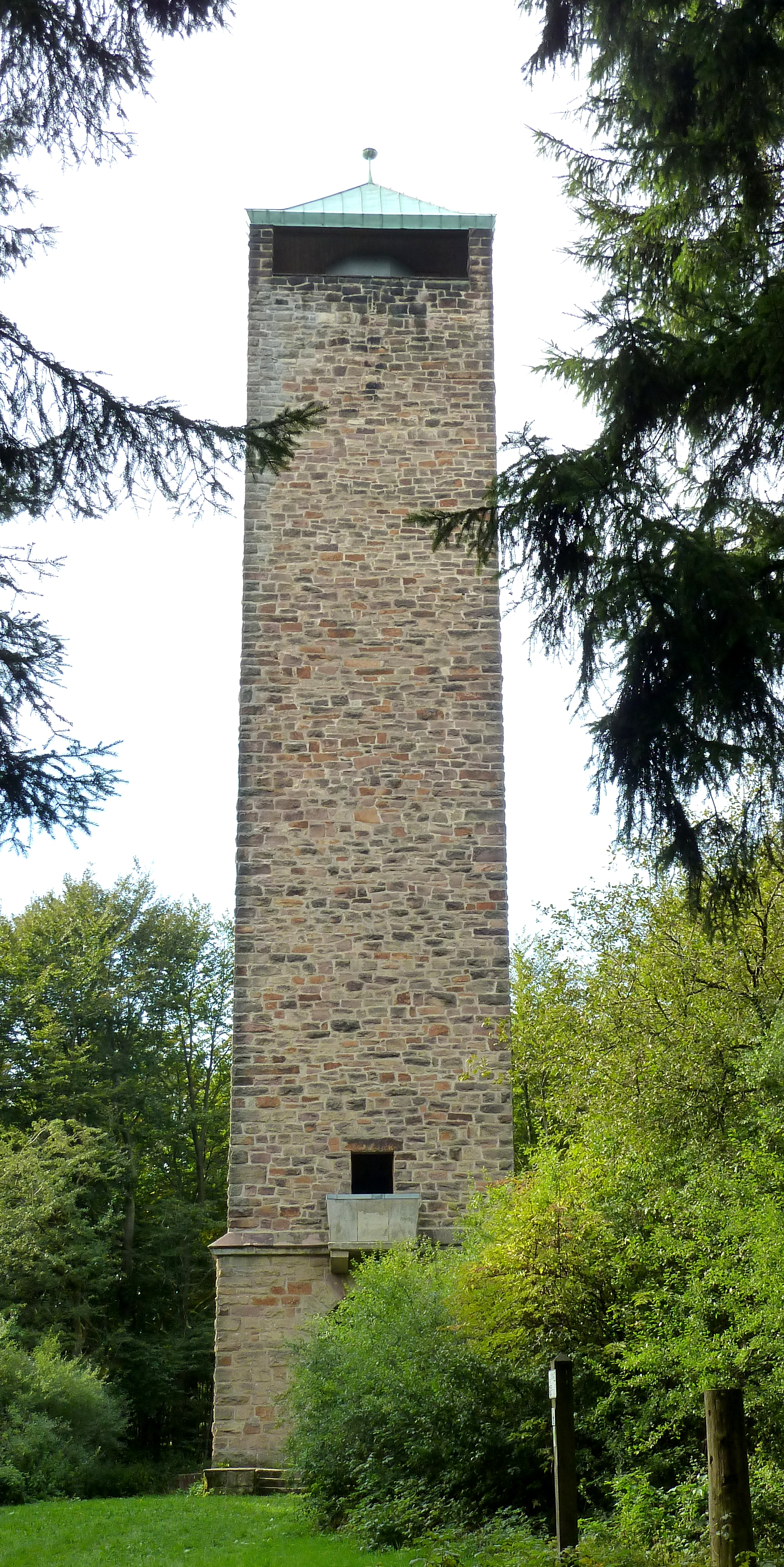
Sollingturm

Auf dem Strutberg steht der etwa 30 m hohe Sollingturm, der vom 21. März 1934 bis zum 25. August 1935 aus Stein als „Hitlerturm“ erbaut wurde und nicht mit dem Hochsollingturm bei Silberborn zu verwechseln ist. Seine Baukosten betrugen rund 33.000 Reichsmark und man erhoffte sich von ihm eine größere Anzahl an Touristen für den Raum. Eigentümer des Turms war und ist der Sollingverein. Eine Renovierung wurde mithilfe des Programms LEADER+ der Europäischen Union kofinanziert. Ursprünglich sollte der Turm auf dem Großen Steinberg bei Vahle errichtet werden, wo nun der hölzerne Aussichtsturm Harzblick steht.
Von seiner Aussichtsplattform hat man eine gute Fernsicht vor allem in Richtung Südosten: So blickt man nach Osten zum Aussichtsturm Harzblick auf dem Großen Steinberg, in Richtung Süd-Südosten zum Gaußturm auf dem Hohen Hagen im Dransfelder Stadtwald und nach Süden über den Bramwald zum Kaufunger Wald. In Richtung Südwesten schaut man zum Reinhardswald und nach Westen reicht der Blick bis in das windradreiche Paderborner Land.